# Gordiejewo (obwód jarosławski)
Gordiejewo (ros. Гордеево) – wieś (sieło) w Rosji, w obwodzie jarosławskim, w rejonie pierwomajskim. W 2021 liczyła 46 mieszkańców.